# Lea Loveless
Lea Loveless (Estados Unidos, 11 de abril de 1971) es una nadadora estadounidense retirada especializada en pruebas de estilo espalda, donde consiguió ser medallista de bronce olímpica en 1992 en los 100 metros.

## Carrera deportiva
En los Juegos Olímpicos de Barcelona 1992 ganó la medalla de bronce en los 100 metros espalda, con un tiempo de 1:01.43 segundos, tras las húngaras Krisztina Egerszegi que batió el récord olímpico con 1:00.68 segundos, y Tünde Szabó. También contribuyó a ganar la medalla de oro junto con su equipo en los relevos de 4x100 metros estilos, superando a Alemania (plata) y al Equipo Unificado (bronce).